# Felix Steiner
Felix Martin Julius Steiner (Stallupönen, 23 maggio 1896 – Monaco di Baviera, 12 maggio 1966) è stato un generale tedesco delle Waffen-SS durante la seconda guerra mondiale.

## Biografia
Nato nel 1896 a Stallupönen, nel territorio della Prussia Orientale, provincia del regno di Prussia costituente all'impero tedesco (oggi invece Nesterov, città nel Kaliningrad russo); nel 1914, poco prima dello scoppio della prima guerra mondiale, entrò nel corpo ufficiali dell'esercito imperiale, in qualità di cadetto ufficiale, partecipò sul fronte orientale e ricevette la Croce di ferro di prima e seconda classe, e terminando la guerra con il grado di capitano. Al termine del conflitto si unì al Freikorps prussiano che controllava la città di Memel nell'omonimo territorio (oggi Klaipėda in Lituania), entrando successivamente nel Reichswehr dove rimase dal 1922 al 1933, raggiungendo il grado di maggiore.
In seguito alla presa di potere del Partito nazista, Steiner entrò nello Stato maggiore generale dell'esercito tedesco, preparando diversi studi su nuove tecniche e tattiche di addestramento, e fu parte delle SA per poi passare alle SS. Durante questo periodo, sperimentò queste nuove concezioni militari addestrando un piccolo nucleo della SS-Verfügungstruppe (SS-VT; la prima futura divisione delle Waffen-SS), puntando soprattutto sulla coesione, sulla rispettiva fiducia e sulle relazioni informali tra soldati e ufficiali. Nel 1935, Steiner ottenne il comando di un battaglione delle SS-VT, e l'anno successivo raggiunse il grado di Standartenführer e il comando del Reggimento SS-Deutschland.
Allo scoppio della seconda guerra mondiale, Steiner, promosso Oberführer guidò il reggimento nelle campagne di Polonia e di Francia, ricevendo la Croce di Cavaliere il 15 agosto 1940.
In seguito allo sviluppo delle Waffen-SS, Steiner venne chiamato personalmente da Heinrich Himmler per supervisionare la creazione di una nuova divisione SS, che doveva in seguito diventare una tra le migliori divisioni di tutte le forze armate tedesche, la 5. SS-Panzer-Division Wiking. La particolarità di questa divisione era il fatto che diverse unità erano costituite da volontari provenienti da altri paesi.
Nel 1941 venne promosso al comando del III. SS-Panzerkorps (Heersgruppe Nord) come Obergruppenführer, che operò per il resto del conflitto sul fronte orientale e particolarmente durante l'assedio di Leningrado, fino al 1945, quando venne promosso al comando del nuovo Distaccamento d'armata Steiner (Armeeabteilung Steiner, che in realtà esisteva solamente sulla carta). Al comando di questa armata fantasma (in quanto costituita solamente da poche unità ormai esauste), Steiner ricevette l'ordine diretto da Hitler di liberare Berlino dalla morsa dei sovietici in un accerchiamento insieme alla IX Armata, ordine che Steiner, dopo aver visionato le poche e mal equipaggiate forze che dovevano adempiere a tale compito, rifiutò, per quella che ormai era una battaglia priva di significato.
Arrestato, restò in carcere fino al 1948, quando fu assolto dall'accusa di crimini di guerra. Una volta libero, Steiner visse il resto della sua vita a Monaco di Baviera, dove divenne attivo come scrittore, lavorando a libri apologetici sulle Waffen-SS. 
Nel 1953 fu arruolato dalla CIA per fondare la Gesellschaft für Wehrkunde, divenuta poi la HIAG, insieme ad altri ex-ufficiali nazisti.
Rimasto celibe, Steiner visse nel suo appartamento di Monaco fino al 12 maggio 1966, quando morì a causa di un arresto cardiaco, 11 giorni prima del suo settantesimo compleanno. il suo corpo fu trovato solo il 17 maggio quando, allertata per l'insolito silenzio e per il fatto che non si vedesse da 5 giorni, la polizia forzò la porta ed entrò nel suo appartamento.